# Hur jag lärde en FBI-agent dansa marengo
Hur jag lärde en FBI-agent dansa marengo (originaltitel: My Blue Heaven) är en amerikansk film från 1990 med Steve Martin i huvudrollen.

## Handling
Vinnie är en före detta maffiamedlem som har gått med på att vittna domstolen. FBI har för att skydda honom flyttat honom till en kalifornisk småstad, Fryburg. Som hjälp har han FBI-agenten Coopersmith. Vinnie har svårt att vänja sig vid förortslivet och fortsätter som brottsling. Filmens titel syftar på dansen merengue.

## Om filmen
Hur jag lärde en FBI-agent dansa marengo regisserades av Herbert Ross. Filmens manus författades av Nora Ephron.

## Rollbesättning
Ursprungligen skulle Steve Martin porträttera Barney Coopersmith och Arnold Schwarzenegger skulle spela rollen som Vinnie Antonelli. Men Schwarzenegger blev erbjuden huvudrollen i filmen Dagissnuten och lämnade produktionen. Martin erbjöd sig att själv ta på sig rollen som Vinnie och Rick Moranis anlitades för att spela Coopersmith roll.

### Rollista (i urval)
- Steve Martin - Vincent 'Vinnie' Antonelli
- Rick Moranis - Barney Coopersmith
- Joan Cusack - Hannah Stubbs
- Melanie Mayron - Crystal
- Bill Irwin - Kirby
- Carol Kane - Shaldeen
- William Hickey - Billy Sparrow
- Deborah Rush - Linda
- Daniel Stern - Will Stubbs
- Jesse Bradford - Jamie
- Corey Carrier - Tommie
- Seth Jaffe - Umberto Mello
- Robert Miranda - Lilo Mello
- Ed Lauter - Underwood
- Julie Bovasso - Vinnies mor
- Colleen Camp - Dr. Margaret Snow Coopersmith
- Gordon Currie - Wally Bunting
- Raymond O'Connor - Dino
- Troy Evans - Nicky
- Dick Boccelli - Rocco
- Ron Karabatsos - Ritchie
- Tony DiBenedetto - Benny
- Melissa Hurley - Angela
- Leslie Cook - Marie